# Dalmate
Ne doit pas être confondu avec Dalmates ou Dalmatien.
Pour les articles homonymes, voir Dalmate (homonymie).
Le dalmate est une langue morte du groupe des langues romanes, et, au sein de ce groupe, il appartient à la famille de langues disparues appelées « illyro-romanes ». Issu de la romanisation des langues illyriennes, le dalmate a été parlé entre l'antiquité tardive et la fin du XIXe siècle en Dalmatie, le long de la mer Adriatique, depuis la ville de Fiume jusqu'au golfe de Cattaro (côtes des actuels États de Croatie et du Monténégro).
Dalmate a aussi un sens géographique (îles dalmates, ports dalmates…).

## Contexte
Avant de devenir une province romaine, l'Illyrie, région où s'est développée la langue dalmate, était habitée entre autres par le peuple des Dalmates, dont le centre était l'oppidum de Delminium (ou Dalmium).
Les Romains occupèrent le territoire illyrien entre 229 av. J.-C. et 155 ap. J.-C.. Plusieurs empereurs romains sont d'origine illyrienne : Aurélien, Dioclétien et Constantin Ier.
Après la chute de l'Empire romain d'Occident, l'Illyrie appartint un temps aux Ostrogoths, repassa sous domination romaine d'Orient à l'époque de l'empereur Justinien, et continua à parler une langue romane qui évolua relativement indépendamment des autres langues romanes, devenant progressivement une langue distincte : le dalmate. Sans supplanter le substrat latin, d'autres langues vinrent par la suite influencer le dalmate : les superstrats slave méridional puis le vénitien (dialecte italo-roman de Venise). Un certain nombre de villes de la région portent d'ailleurs des noms vénitiens. Le pape Jean IV le Dalmate (640-642) parlait peut-être cette langue.

## Dialectes connus
Deux variantes dialectales (ou, selon les Croates, deux langues de la famille illyro-romane) nous sont connues :
- le ragusain, parlé dans la partie sud de la Dalmatie, notamment à Raguse (aujourd'hui Dubrovnik) qui, après avoir été vassale de Venise et de la Hongrie, devint indépendante au XVe siècle). Le ragusain a été, au XVe siècle, remplacé par le vénitien puis, à mesure que la ville se peuplait aussi de Croates, par le croate aux XVIIIe et XIXe siècles.
- le végliote, parlé dans l'île de Veglia (aujourd'hui Krk). Son dernier locuteur s'appelait Tuone Udaina ; il est mort le 10 juin 1898 et la langue s'est éteinte avec lui. Elle est néanmoins bien connue, car elle a été relevée et étudiée par le linguiste italien Matteo Bartoli auprès de ce dernier locuteur dalmate.

## Notre Pèreen dalmate et autres langues romanes
| Latin                                           | Dalmate                                                   | Istro-Roumain                                     | Roumain                                                  | Français                                                  |
| ----------------------------------------------- | --------------------------------------------------------- | ------------------------------------------------- | -------------------------------------------------------- | --------------------------------------------------------- |
| Pater noster, qui es in caelis,                 | Tuota nuester, che te sante intel sil,                    | Ciace nostru car le ști en cer,                   | Tatăl nostru carele ești în ceruri,                      | Notre père, qui es aux cieux,                             |
| sanctificetur Nomen Tuum.                       | sait santificuot el naun to.                              | neca se sveta nomelu teu.                         | sfințească-se numele tău.                                | que ton nom soit sanctifié.                               |
| Adveniat Regnum Tuum.                           | Vigna el raigno to.                                       | Neca venire craliestvo to.                        | Vie împărăția ta.                                        | Que ton règne vienne.                                     |
| Fiat voluntas Tua, sicut in caelo, et in terra. | Sait fuot la voluntuot toa, coisa in sil, coisa in tiara. | Neca fie volia ta, cum en cer, așa și pre pemânt. | Facă-se voia ta, precum în cer, așa și pe pământ.        | Que ta volonté soit faite sur la terre comme au ciel.     |
| Panem nostrum quotidianum da nobis hodie.       | Duote costa dai el pun nuester cotidiun.                  | Pera nostre saca zi de nam astez.                 | Pâinea noastră cea de toate zilele, dă-ne-o nouă astăzi. | Donne-nous aujourd'hui notre pain quotidien.              |
| Et dimitte nobis debita nostra,                 | E remetiaj le nuestre debete,                             | Odproste nam dutzan,                              | Și ne iartă nouă păcatele noastre,                       | Pardonne-nous nos offenses,                               |
| Sicut et nos dimittimus debitoribus nostris.    | Coisa nojiltri remetiaime a i nuestri debetuar.           | Ca și noi odprostim a lu nostri duțnici.          | Precum și noi le iertăm greșiților noștri.               | comme nous pardonnons aussi à ceux qui nous ont offensés. |
| Et ne nos inducas in tentationem,               | E naun ne menur in tentatiaun,                            | Neca nu na tu vezi en napastovanie,               | Și nu ne duce pe noi în ispită,                          | Et ne nous laisse pas entrer en tentation,                |
| sed libera nos a Malo.                          | miu deleberiajne dal mal.                                 | neca na zbăvește de zvaca slabe.                  | ci ne izbăvește de cel rău.                              | mais délivre-nous du mal.                                 |
| Amen!                                           | Amen!                                                     | Amen!                                             | Amin!                                                    | Amen!                                                     |

## Histoire de la découverte du dalmate

### Signalement
C'est à Bernardino Biondelli que revient le mérite d'avoir, le premier, signalé l'existence de la langue dalmate. En effet, en 1840, lorsqu'il travaillait à son ouvrage Atlante linguistico d'Europa, il s'adressa au médecin de Veglia, Gian Battista Kubić (Kubitsch pour l'état-civil de l'empire d'Autriche, Cubici en italien), pour qu'il lui fournisse un spécimen du parler roman de cette île de l'Adriatique. Kubić envoya le spécimen en 1842, mais Biondelli ne s'en est pas servi. En 1849 la revue de Trieste, Istria, publie des spécimens de parlers de l'Istrie et, en 1861, Kubić lui-même fait paraître, dans la revue L'Istriano, une partie de sa récolte linguistique.

### Premier recueil
Ce fut A. Ive, professeur de langue italienne à l'université de Graz, qui, le premier, dans son étude « L'antico dialetto di Veglia » réunit les matériaux de ses devanciers (Kubić, Pétris, A. Adelmann et M. Celeberini) en les complétant par des matériaux recueillis personnellement. Il avait parmi ses informateurs « le dernier Dalmate », Tuone Udaina, âgé de 59 ans.

### Enquête de Matteo G. Bartoli
Matteo Bartoli (1873-1946), à son tour, consacre à cette langue romane, dans son travail Das Dalmatische, une étude de la plus grande envergure.
La contribution de Bartoli forme une sorte d'encyclopédie du dalmate, car elle renferme non seulement les matériaux linguistiques recueillis par l'auteur sur place, mais aussi ceux qu'il a pu découvrir dans les archives. L'auteur indique en même temps tous les matériaux publiés auparavant, montrant leur valeur scientifique.
Après avoir indiqué les documents concernant le dalmate de Raguse, l'auteur mentionne les travaux faits à ce sujet par plusieurs spécialistes.
Le premier tome se termine par un aperçu étendu sur l'ethnographie de l'Illyrie. Le second tome contient les textes recueillis par l'auteur et ceux découverts dans les archives, de même que les matériaux enregistrés par ses devanciers.
À l'aide de tous les matériaux concernant le dalmate, Bartoli fait ensuite une description linguistique du développement de cette langue romane, disparue depuis.

## Polysémie et débats
La polysémie du terme « dalmate » peut créer des confusions dans les sources secondaires qui, ignorant l'existence de la langue romane dalmate, emploient ce mot pour désigner les variantes tchakaviennes du serbo-croate, la langue slave méridionale parlée en Dalmatie et officiellement appelée croate en Croatie et monténégrin au Monténégro. Le terme « dalmate » peut ainsi se référer aux habitants de la Dalmatie, romanophones ou devenus slavophones, et c'est aussi le cas du terme « Morlaques » signifiant « Valaques de la mer »} : cela a amené les linguistes roumains à considérer le dalmate comme une sorte de « pont linguistique » entre les langues italo-romanes et romanes orientales, ; cependant, les parlers romans appelés « dalmates » étaient, selon les éléments collectés à la fin du XIXe siècle, aussi différents de l'italien que du frioulan et du roumain.
Longtemps considérée comme la principale source et l'étude la plus remarquable sur la langue dalmate, la contribution scientifique de Bartoli a été contestée et revue dans la seconde moitié du XXe siècle par les romanistes contemporains croates et albanais qui ont défini non pas « une » langue avec des dialectes, mais un « diasystème illyro-roman » composé d'un nombre non défini de langues, dont une langue « albano-romane »,.
Cette controverse linguistique au sujet d'une langue illyro-romane nommée « albano-roman » s'enracine dans les constructions identitaires de l'Albanie et de la Croatie modernes. En cohérence avec sa politique isolationniste qui l'a mené à fermer hermétiquement et à fortifier les frontières albanaises, le président Enver Hoxha avait érigé en dogme intangible l'idée de Gottfried Wilhelm Leibniz, de Gustav Meyer et de Julius Pokorny selon laquelle l'albanais serait un parler illyrien préservé jusqu'à nos jours.[réf. souhaitée]
Malheureusement pour cette thèse protochroniste, l'illyrien est une langue morte de l'Antiquité dont on ne sait presque rien. Probablement indo-européenne, cette langue paléo-balkanique ne nous est connue qu'à travers de rares traces laissées dans l'onomastique de la région occidentale des Balkans et sporadiquement dans les textes d'autres langues, et elle a disparu à cause de la romanisation, tout comme le celte gaulois a disparu par romanisation, remplacé par le gallo-roman.
Scientifiquement, l'albanais a davantage d'affinités avec les langues thrace et romanes orientales qu'avec le dalmate (cf. Albanais: approche linguistique, sur Biblolangues), et les linguistes modernes non-albanais ne souscrivent donc pas au récit national albanais d'une filiation directe entre l'illyrien, disparu à l'époque romaine, et l'albanais dont l'existence n'est attestée qu'à partir du XVe siècle.
Des linguistes albanais continuent pourtant à promouvoir l'idée que l'albanais descend d'un parler illyrien romanisé de la côte albanaise, ce qui pour eux a le triple avantage d'expliquer les toponymes côtiers et le lexique maritime albanais qui ont d'évidentes racines romanes, d'expliquer les affinités entre l'albanais et les langues romanes orientales, et surtout de préserver l'idée d'une continuité linguistique illyro-albanaise, fût-ce à travers une étape « albano-romane ».